# Attentati ai treni dell'estate 1969
Gli attentati ai treni dell'estate 1969 furono una serie di attentati terroristici di matrice neofascista avvenuti in Italia tra l'8 e il 9 agosto 1969.

## Storia
L'8 ed il 9 agosto 1969 esplosero otto bombe posizionate su diversi treni delle Ferrovie dello Stato, presso le stazioni di Chiari, Grisignano, Caserta, Alviano, Pescara, Pescina e Mira, mentre altre due bombe verranno ritrovate, inesplose, nelle stazioni di Milano Centrale e Venezia Santa Lucia.
Le esplosioni non hanno causato morti ma 12 feriti e ingenti danni alle vetture.

## Le indagini e i processi
Le indagini vennero inizialmente indirizzate verso ambienti anarchici. Solo diversi anni dopo per i fatti in oggetto verranno condannati due membri dell'organizzazione terroristica neofascista Ordine nuovo: Franco Freda e Giovanni Ventura.
L'idea del gruppo di Freda e Ventura consisteva proprio nell'organizzare una serie di attentati facendoli apparire, agli occhi dell'opinione pubblica, come opera di gruppi estremisti di sinistra.
Tale progetto eversivo fu maturato in particolare in una cruciale riunione che si svolse a Padova il 18 aprile 1969, probabilmente a casa dell'ordinovista Ivano Toniolo.